# Рік Фішер (тенісист)
Рік Фішер (англ. Rick Fisher; нар. 29 березня 1951) — колишній американський тенісист.
Найвищу одиночну позицію світового рейтингу — 113 місце досяг 16 січня, 1978 року.
Найвищим досягненням на турнірах Великого шолома було 2 коло в одиночному та парному розрядах.

## Фінали Гран-прі за кар'єру

### Парний розряд: 1 (0–1)
| Результат | W/L | Дата     | Турнір        | Покриття | Партнер     | Суперники                              | Рахунок  |
| --------- | --- | -------- | ------------- | -------- | ----------- | -------------------------------------- | -------- |
| Поразка   | 0–1 | Сер 1978 | Клівленд, США | Тверде   | Брюс Менсон | Дік Стоктон (тенісист) Ерік ван Діллен | 1–6, 4–6 |